# Pierzchotki

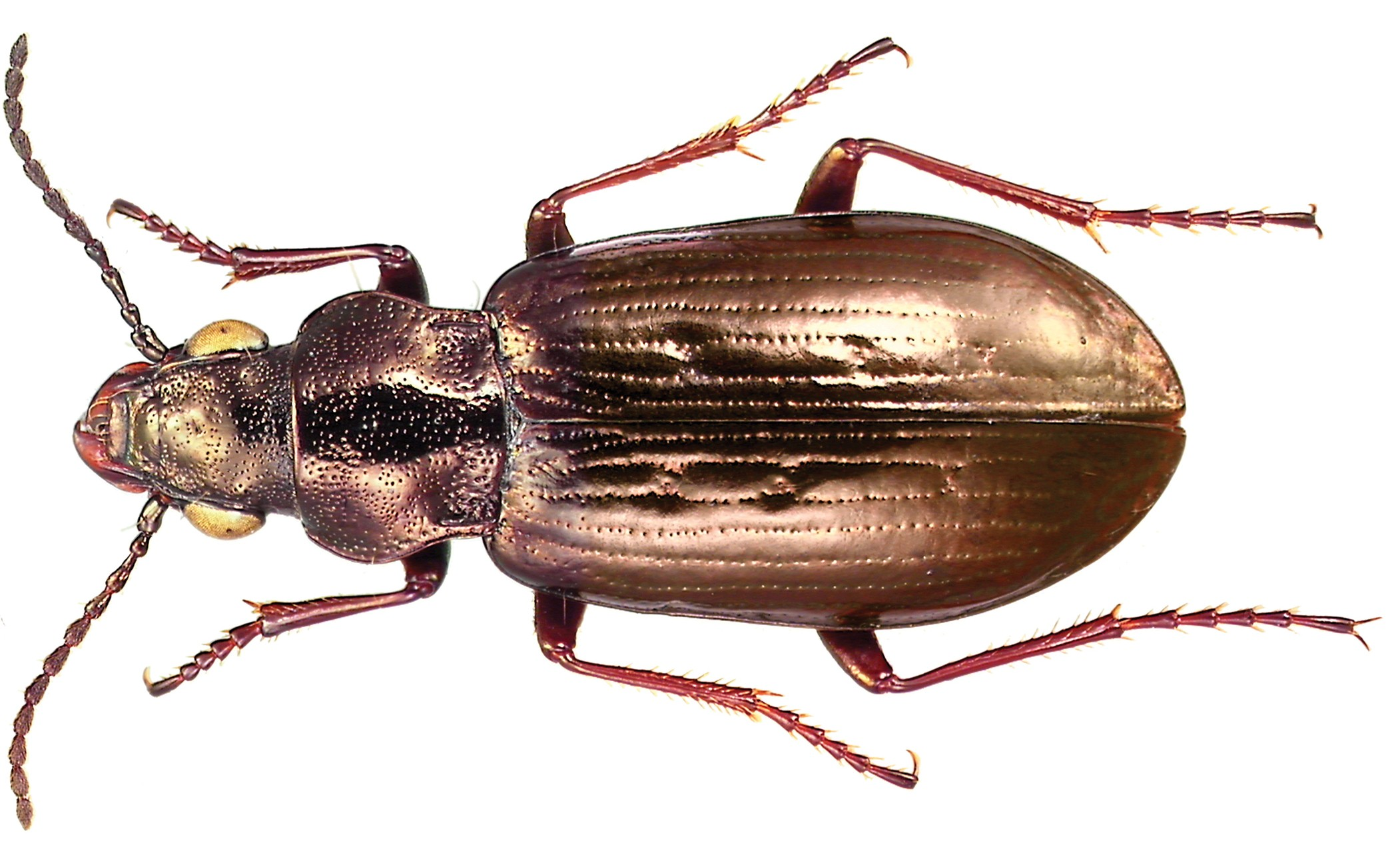
Diacheila arctica amoena

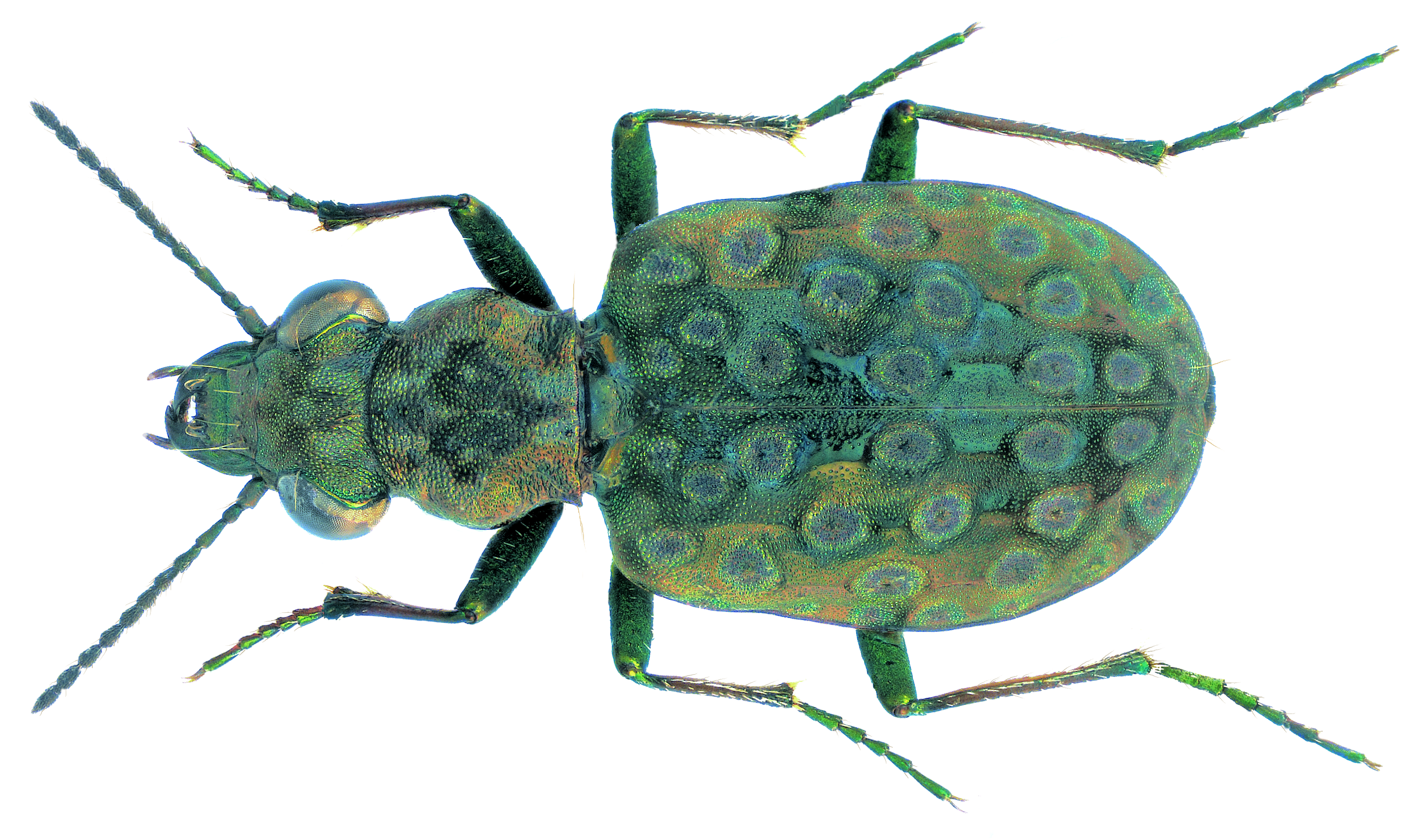
Pierzchotek przybrzeżny

Pierzchotki (Elaphrinae) – podrodzina chrząszczy z podrzędu drapieżnych i rodziny biegaczowatych. Występują w państwie holarktycznym.

## Morfologia
Chrząszcze średnich rozmiarów, u gatunków środkowoeuropejskich od 5 do 13 mm długości. W ich ubarwieniu zawsze występuje słabszy lub silniejszy połysk metaliczny. Głowa wyposażona jest w duże i wyłupiaste oczy o wspólnej szerokości większej niż szerokość czoła. Człony czułków od drugiego do szóstego nie mają długich szczecinek. Powierzchnia przedplecza jest punktowana. Tarczka jest widoczna od zewnątrz. Podstawa pokryw zwykle jest nieobrzeżona, wyjątkiem są tu tylko mokronie. Rzędy na pokrywach są słabo dostrzegalne, nieregularne i poprzerywane guzami lub dołkami. Wierzchołki pokryw są zaokrąglone. Na zapiersiu obecny jest szew za tylną parą bioder. Odnóża przedniej pary mają płaskie wycięcie na wierzchołkowej krawędzi goleni, a u samców ponadto rozszerzone trzy lub cztery człony stóp. Odwłok ma sześć widocznych sternitów.
Larwy mają smukłe, prawie walcowate ciało. Ich aparat gębowy odznacza się szczękami o żuwkach wewnętrznych uwstecznionych do postaci bardzo krótkiej lub pierścieniowatej oraz żuwaczkami zwykle drobno ząbkowanymi. Bardzo duży przedtułów ma kwadratowe przedplecze. Naroża pozostałych segmentów są zaokrąglone.

## Ekologia i występowanie
Owady te zasiedlają najczęściej pobrzeża wód, także płynących, oraz rozmaite tereny podmokłe. Prowadzą dzienny tryb życia.
Przedstawiciele podrodziny występują w państwie holarktycznym na półkuli północnej. Wszystkie trzy rodzaje współczesne obecne są zarówno w Nearktyce, jak i Palearktyce. W tej ostatniej stwierdzono 30 gatunków, z których 6 znanych jest z Polski (zobacz: pierzchotki Polski).

## Taksonomia
Takson ten wprowadził w 1802 roku Pierre-André Latreille. Obejmuje cztery rodzaje:
- Blethisa Bonelli, 1810 – mokroń
- Diacheila Motschulsky, 1844
- Elaphrus Fabricius, 1775 – pierzchotek
- †Elaphrotites Haupt, 1956

W zapisie kopalnym podrodzina znana jest od eocenu. Z epoki tej pochodzą inkluzje Elaphrotites densus. Z miocenu natomiast znane są już współczesne rodzaje Blethsia i Diacheila, a nawet współczesny gatunek, pierzchotek przybrzeżny.